# Omea
Omea is een historisch merk van motorfietsen. Bij Omea werden mogelijk ook motorfietsen met de merknaam Eolo geproduceerd.
De bedrijfsnaam was Ditta Omea, Milano.
Italiaans merk dat van 1951 tot 1953 een bijzondere 124 cc tweetakt bouwde, met een gegoten lichtmetalen frame. Omea bouwde mogelijk ook de Eolo- tweetakten voor ingenieur Bottari.